# Udo Poser
Udo Poser (Hildburghausen, 21 agosto 1947) è un ex nuotatore tedesco orientale.

## Carriera
Specializzato nella farfalla e nello stile libero, vinse la medaglia di bronzo nella 4x100m sl ai Giochi Olimpici di Monaco 1972.

## Palmarès
- Giochi olimpici estivi

Monaco di Baviera 1972: bronzo nella 4x100m sl.
- Europei

Utrecht 1966: oro nella 4x100m sl, argento nella 4x100m sl e bronzo nei 100m sl.
Barcellona 1970: oro nei 200m farfalla e nella 4x100m misti, argento nei 100m farfalla e bronzo nella 4x100m sl e nella 4x200m sl.